# Аль-Кашшаф
«Аль-Кашша́ф» (араб. الكشاف‎ — «Раскрывающий») — тафсир, комментарий к Корану, написанный известным мутазилитским философом Махмудом аз-Замахшари (1075—1144).
Полное название книги: «Раскрывающий истины тайн откровения и истоки суждений о способах толкования» (араб. الكشاف عن حقائق غوامض التنزيل و عيون الأقاويل في وجوه التأويل‎, «аль-Кашшаф ’ан хакаик гавамид ат-танзиль ва ’уюн аль-акавиль фи вуджух ат-та‘виль»). Тафсир «аль-Кашшаф», оконченный 20 февраля 1134 года в Мекке, по сей день, несмотря на его еретические взгляды, является каноническим трудом в этой области. Автор уделил большое внимание лексикологической части этой книги и подробно разбирает разночтения. По сути, это толкование является первым образцом научной критики текста.
Очевидная мутазилитская направленность книги «аль-Кашшаф» проявляется в выражении идеи сотворенности Корана, а также в опоре главным образом на авторитет мутазилитских ученых VIII—X веков (Амр ибн Убайд, Абу Бакр аль-Асамм, аз-Заджжадж, аль-Джахиз, Абдул-Джаббар ибн Ахмад и др.). Единобожие (таухид), Божественная справедливость (адль) и другие Божественные атрибуты (сифат) автор трактует рационалистически. Аз-Замахшари обнаружил в Коране места, где выражены якобы излюбленные мутазилитские идеи об «обещании» (ва’д) и «угрозах» (ва’ид) Бога, о «промежуточном состоянии» (аль-манзила байна аль-манзилатайн), о «предписании делать добро и воздерживаться от неодобряемого» и т. д. В характерном для мутазилитов стиле, он делает упор на тщательное филологическое толкование текста Корана, используя это толкование для обоснования своих идейных позиций. Труд аз-Замахшари является единственным полным мутазилитским комментарием к Корану, сохранившийся до наших дней. Вокруг аль-Кашшафа возникла значительная критическая литература. Даже противники Махмуда аз-Замахшари воздавали должное его таланту и последовательности. В дальнейшем на основе аль-Кашшафа было написано множество опровержений и переработок для «очищения» его от идей мутазилитов.
Тафсир аз-Замахшари сделан на основе рукописей Корана от Ибн Масуда, Убея ибн Кааба и записей из Шама (Левант) и Хиджаза. При грамматическом разборе текстов, аз-Замахшари в первую очередь использовал труды Сибавейхи, аль-Мубаррада, Ибн ас-Сиккита и Абу Али аль-Фариси, а при обосновании естественнонаучных представлений — «Книгу о животных» аль-Джахиза.